# 青年湖

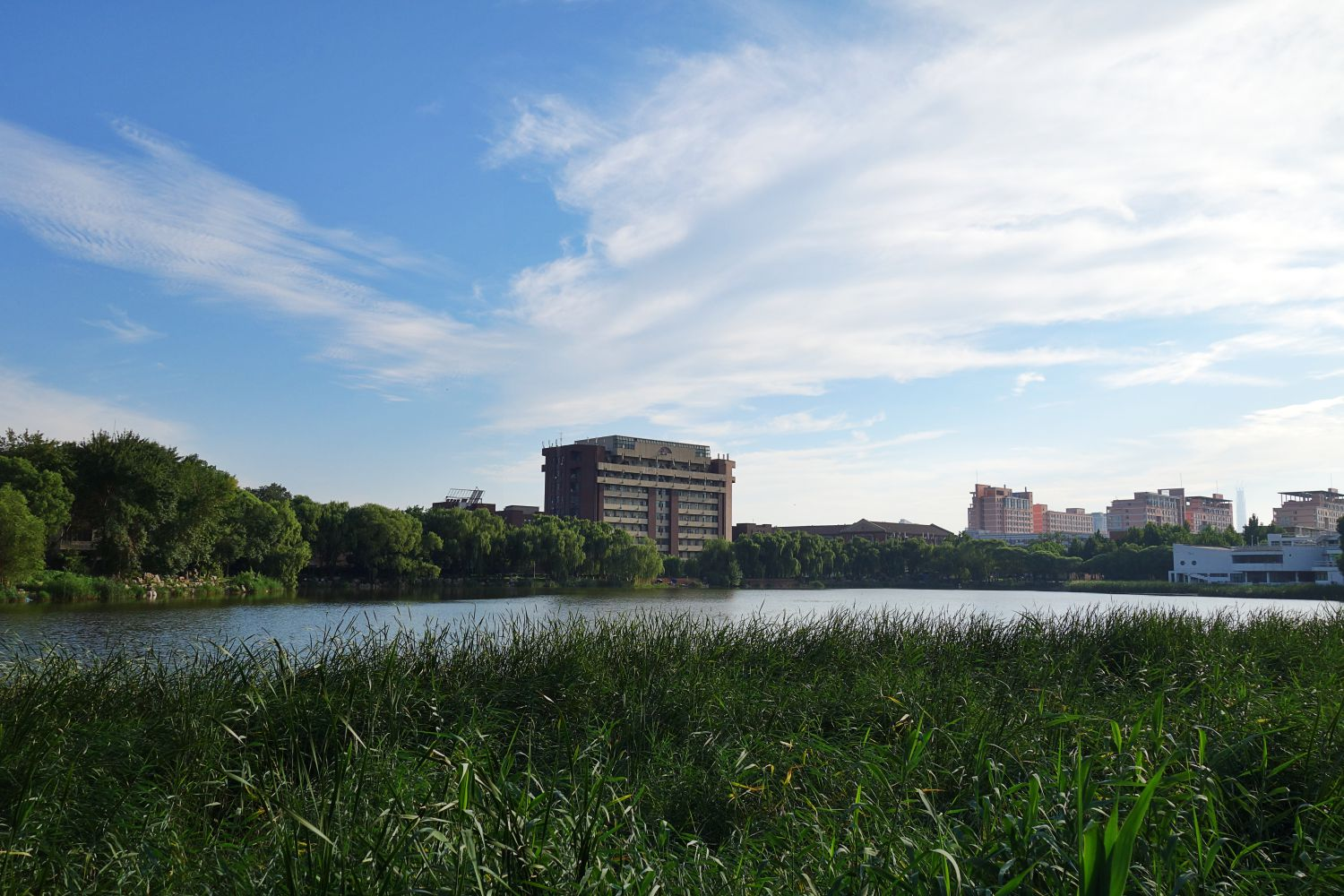
天津大学卫津路校区青年湖

青年湖，位于天津市南开区天津大学卫津路校区内，是天津大学校内面积最大的湖泊，亦是天津大学的标志性景观。

## 历史
1966年7月16日，毛泽东游长江后，曾经掀起学生集体效仿畅游青年湖的活动。
2015年，天津大学北洋园校区启用后，新校区内面积最大的湖泊沿用了青年湖的名称。

## 研究
天津大学建筑学院的研究生冀风、杨书帆及哈尔滨工业大学副教授何捷等专业人士曾以青年湖、敬业湖、爱晚湖、友谊湖等天津大学卫津路校区水景观变迁过程为载体，在天津市特有的城市湿地资源被大量蚕食的背景下，对快速城市化进程带来的城市自然环境退化进而导致的城市失忆问题进行研究，得到城市化进程的加速造成了特色自然环境丧失，继而影响到人们对于这些特色环境空间的情感记忆留存的结论。